# Jean Scelles
 (octobre 2018).
Pour les articles homonymes, voir Scelles.
Jean Scelles, né le 1er février 1904 à Paris et mort le 20 juin 1996 à Créteil, est un militant associatif français, actif dans la défense des droits de l'homme. Chrétien progressiste qui a mis en pratique cette parole de Paul Valéry « Enrichissez-vous de vos différences », il s'engagea pour créer le dialogue entre les personnes de bonne volonté notamment en Algérie et améliorer le sort de la population arabe. En 1940, il combattit le régime de Vichy et créa le réseau de résistance Combat Outre-Mer. Pendant la guerre d’Algérie il s’opposa aux extrémistes, proposa des solutions de paix et dénonça la torture. Rapatrié sur le continent il poursuivit ses engagements en faveur des immigrés, des prisonniers et combattit le proxénétisme. Visionnaire, il a témoigné de ses convictions par de nombreux articles.

## Biographie
Jean Scelles est né à Paris, le premier février 1904. Il entreprend des études de droit et s’engage dans plusieurs mouvements de jeunesse catholique. Il est chef de la troupe des Scouts de France de la 1re Nice en 1920 et fonde la première troupe de scouts marins.
Marqué par le charisme de Marc Sangnier, fondateur du mouvement de la Jeune République, il s’y engage comme animateur en 1922. Il organise des rencontres démocratiques à Paris et en province et participe en 1925, avec Mendès France, à la création de la Ligue d'action universitaire républicaine et socialiste.

### 1926-1939, les années de tous les espoirs en Algérie
En 1926, il choisit de faire son service militaire en Algérie et publie quelques articles dans le journal L'Effort algérien sous un nom d’emprunt. Il participe en 1928 au lancement du quotidien algérien La Presse Libre puis de Alger Républicain pour en faire un organe de rapprochement franco-musulman en compagnie d’Albert Camus. Il y revendique le "projet Blum-Viollette" pour inclure les élites musulmanes, environ vingt mille personnes, dans le corps électoral algérien.
Rendant visite, sur Alger, aux abonnés de la Jeune République, il rencontre Jeanne Millie, première femme ayant le diplôme d’ingénieur et architecte en France. Ils se marient en janvier 1930.
En 1934, il fonde, avec son épouse et son ami le professeur Bernier, l'Union des croyants monothéistes, cercle d’étude rassemblant des personnes de confession chrétienne, juive et musulmane afin de confronter leurs croyances et leurs actes. Il en assure la présidence chrétienne, le cheikh El-Okbi (qui lui sera un ami fidèle) celle des musulmans et Elie Gozlan celle des juifs. Ils participent à l’action d’apaisement entre les différentes communautés après les sanglants évènements de Constantine du mois d’août 1934.
En juin 1936, lors des occupations d’usines, Jean Scelles, en tant que Secrétaire général des Hôteliers d’Algérie depuis 1934, est mandaté par les 46 syndicats patronaux pour négocier avec les syndicats ouvriers de nouvelles conventions collectives. La plupart d’entre elles ne subiront aucun changement jusqu’à l’indépendance en 1962. La grève est écourtée et l’ordre public maintenu. Il est alors nommé, par le Gouverneur Le Beau qui lui fut d’un soutien fidèle, arbitre régional pour les conflits du travail et réussit la conciliation dans plusieurs litiges importants.
En 1937, ses amis musulmans lui proposent la présidence du Cercle du Progrès. Ce mouvement réformiste arabe, fondé en 1925 par de riches et pieux musulmans, organise des débats populaires sur les revendications sociales et religieuses et des meetings politiques. Jean en accepte la vice-présidence. Il est alors l’avocat désintéressé de ses amis musulmans et gagne la confiance du Parti populaire algérien. Il organise la défense du grand prédicateur musulman, le cheikh El-Okbi, soupçonné d’avoir participé à l’assassinat du mufti d’Alger Kahoul. Le cheikh sera libéré et la paix publique rétablie.
1937, Jean et Jeanne font la connaissance du grand islamologue Louis Massignon. Ils en seront les correspondants en Algérie (Massignon conseilla à Germaine Tillion pour son premier voyage en Algérie de prendre contact avec le couple Scelles et le commandant Shoen).
À cette époque le couple Scelles est celui qui, en Algérie, ayant la confiance du cheikh El-Okbi (religieux, grand orateur, défenseur de la langue arabe et des droits des Algériens), peut faire le lien entre les aspirations de la communauté arabe et celles du gouvernement.
En 1939, au moment de la déclaration de guerre, le gouverneur général Le Beau souhaite un rapprochement avec la population arabe que la politique musulmane du directeur des Affaires indigènes civiles n’a pas réussi à effectuer. Il forme avec le commandant Wender une direction militaire ayant la responsabilité des Affaires musulmanes avec Jean Scelles pour conseiller.
Les Scelles lui proposent, après consultation de leurs amis arabes, un plan d’action comprenant :
- la reprise de contacts avec les directions des journaux arabes ;
- l’ouverture des écoles coraniques à la langue française et aux matières scientifiques ;
- des actions de soutien d’associations caritatives.
- Des contacts et accords sont pris avec les directeurs de journaux arabes : Ben Houra, directeur de La Justice, Lamine Lamoudi, directeur de La Défense et le cheikh El-Okbi pour redémarrer son journal El islah.

De la même manière, le Gouverneur général et le cheikh Hafidi Laminé se mettent d’accord pour obtenir du Ministère de l’Éducation nationale que des professeurs de matières scientifiques enseignant en français soient mis à disposition des écoles coraniques. Ainsi, les jeunes bien formés trouvent facilement un emploi en fin de scolarité ce qui n’était pas le cas auparavant. Devant le succès de cette formule, il est demandé à l’épouse de Jean d’exercer sa fonction d’architecte pour agrandir ces établissements scolaires devenus trop petits.
Sur le plan social, une soupe populaire distribuant 2000 repas par jour est organisée dans la casbah. Enfin, sur le plan religieux, des corps d’aumôniers musulmans et d’imams militaires sont constitués.
Jean Scelles qui a toujours eu le souci de la formation des jeunes est le premier en Algérie à organiser une formation des chefs scouts musulmans. Une trentaine d’entre eux se retrouvent au Cercle du Progrès et formeront les cadres de ce mouvement. Jean dirige personnellement une troupe à Alger avec un aumônier musulman.
« Ce plan d’action a permis de garantir l’ordre public entre les différentes communautés et la paix sociale » selon Jeanne Scelles-Millie.
Jean travaille en liaison avec la Préfecture d’Alger pour secourir les réfugiés basques, en particulier les officiers républicains qui avaient ramené la flotte espagnole dans nos ports.

### 1940-1945, les années deRésistance
Dès l'annonce de l'Armistice en métropole en 1940, les époux Scelles refusent les directives de Vichy. Avec René Capitant, Philippe Serre, Guy Menant, ils fondent la toute première organisation de résistance algérienne Combat Outre-Mer. Arrêtés tous deux en juillet 1941, Jeanne est relâchée, ce qui évitera l'arrestation de ses amis résistants (qu’elle a pu prévenir), tandis que Jean est traduit en Cour martiale où la peine de mort est requise contre lui. Emprisonné à Alger, il attrape le typhus, presque mourant il est gracié. Jeanne et lui sont expulsés d’Algérie et spoliés de tous leurs biens. Ils poursuivent sur le continent leur combat, en Dordogne dans le réseau de Charles et Charlotte Serre. Puis à Paris où Jean agit sous l’activité de représentant de la marque de biscuits Gondolo dont ses deux frères sont les directeurs. Jean et Jeanne recevront la Médaille de la Résistance et celle de Combattant Volontaire de la Résistance.

### 1945-1957, entre Alger et Paris
Alger en 1947. Jean tire des leçons de sa captivité au cours de laquelle, politiques et droits communs, jeunes et plus âgés partageaient la même cellule. Il crée avec son épouse l’Association d'aide et de protection à l'enfance algérienne. Grâce au concours de magistrats et d’enseignants chrétiens et musulmans, plusieurs centres de formation naissent pour scolariser les jeunes musulmans et ainsi leur éviter d’être recrutés par des truands.
1947 Louis Massignon fonde le "Comité chrétien d'entente France Islam" pour un véritable dialogue islamo-chrétien dont Jean Scelles et André de Peretti sont les secrétaires. Durant la guerre d'Algérie, le Comité prend position, par des articles de presse et des conférences, pour une paix négociée, contre les emprisonnements arbitraires, la torture et les exécutions sommaires.
En 1949, Jean, fidèle aux convictions démocratiques de Marc Sangnier, prend la direction de l’Âme populaire, la revue du Sillon. Il écrit : « L'Âme populaire a pour but de christianiser la  vie moderne dans tous ses aspects...., pour rappeler l'Unique Loi d'Amour qui libère des servitudes. »  Presque chaque mois, il multiplie les articles dans un style clair et mesuré, souvent percutant. Curieux de tout, il développe sa pensée pour : réformer les prisons, alphabétiser et rendre leur dignité aux immigrants maghrébins, lutter contre l'esclavagisme, promouvoir la Paix en Algérie, rapprocher juifs, musulmans et chrétiens. Il profite aussi de la tribune de L’Âme populaire pour mettre en garde ses lecteurs contre toutes les dérives morales françaises ou étrangères. Jean nommé secrétaire général du Sillon catholique en 1946 en devient président en 1989 et le restera jusqu’à son décès en 1996.
En 1950, Jean apporte son soutien à l'Amicale des Nord-Africains (ANARF) résidant en France, présidée par Massignon et dirigée par leur ami Louis Rouani. Plus d'une centaine de centres d'alphabétisation sont créés dans les grandes villes de la métropole. Des moniteurs dévoués, recrutés dans les plus grandes écoles dont Polytechnique, apprennent à lire et à écrire aux immigrés provenant du Maghreb.
En 1951-1952, Jean est élu conseiller de l'Union française. Il est particulièrement actif, dépose 42 propositions de lois et effectue 65 interventions. Parmi celles-ci, citons, la création de services des affaires sociales et de caisses de retraite et de prévoyance dans les Territoires d'outre-mer, la réorganisation des services pénitentiaires en Algérie et DOM-TOM en vue de la réinsertion des condamnés à leur sortie de prison.
En tant que rapporteur de la Commission des Affaires culturelles et des civilisations d'Outre-Mer, il présente à l'Assemblée de l'Union française en 1952 un rapport de quatre-vingt pages, véritable programme d'action toujours d’actualité, pour « renforcer les relations diplomatiques de la République Française avec le monde musulman ».
En 1954, Jean et Jeanne participent à la première Rencontre islamo-chrétienne des Sept Dormants d'Éphèse au Vieux-Marché près de Plouaret en Bretagne, à l’initiative de Louis Massignon. Après la mort de ce dernier en 1962, ils resteront de très fidèles amis de Geneviève et Daniel Massignon et contribueront à l’organisation de ce pèlerinage qui a lieu encore aujourd’hui, le troisième week-end du mois de juillet. Fidèles à la pensée de leur ami ils publient en 1964 Pierres d’attente entre Christianisme et Islam, pour essayer de « constituer les piliers d’un pont spirituel entre les deux communautés » chrétiennes et musulmanes.
En 1957, Jeanne, restée avec sa mère en Algérie et se sentant menacée, rejoint Jean sur le continent, abandonnant tous leurs biens algériens. Préoccupés par la situation en Algérie, ils publient La paix en Algérie et les croyants « afin d’éviter que le conflit algérien ne tourne en guerre sainte ». Ils se rapprochent alors de Messali Hadj, le patron du Mouvement national algérien (MNA) pour trouver une solution négociée au problème algérien, mais ne seront pas soutenus par le général de Gaulle. Jean, par les contacts gardés avec ceux de ses amis musulmans encore en vie, reste un observateur avisé de la situation en Algérie et publie régulièrement une chronique algérienne.

### 1956-1993, un engagement humaniste
Jean fonde avec Odette Philippon, les "Équipes d'Action contre la traite des femmes et des enfants" en 1956, devenues les "Equipes d'Action contre le Proxénétisme en 1991. Il lance, en 1974, le périodique Esclavage pour démasquer,  selon ses propres termes,  « les batteries de nos adversaires (les proxénètes), démonter les erreurs de leurs arguments, combattre leurs projets esclavagistes ». Il obtient le vote d’une loi promulguée le 9 avril 1975, permettant aux associations de se porter partie civile contre les proxénètes et indemniser les victimes de la prostitution. Il organise une série de conférences dans les grandes villes, écrit de très nombreux articles dans plus de 400 publications jusqu’en 1983.
Parallèlement à ses activités associatives nombreuses, Jean Scelles a toujours souhaité agir sur la vie de sa cité et améliorer la vie des citoyens de sa ville. En 1945 il est élu conseiller municipal puis maire adjoint de Saint-Maurice dans le Val-de-Marne et après quelques années d’interruption le redevient jusqu’en 1971.
Quelques mois avant de s'éteindre le 20 juin 1996 à 93 ans, Jean Scelles a créé, la Fondation Jean-et-Jeanne-Scelles (ou Fondation Scelles) pour lutter contre l’exploitation sexuelle, fondation reconnue d’utilité publique.

## Distinctions
- Médaille militaire[réf. nécessaire]
- Croix de guerre 1939–1945 avec une palme et une étoile de vermeil[réf. nécessaire],
- Médaille de la Résistance française (décret du 30 novembre 1946)[2]
- Croix du combattant volontaire de la guerre de 1939–1945,
- Croix du combattant,
- Médaille de l'internement pour faits de Résistance

[réf. nécessaire], 
- Commandeur du Nichan Iftikhar[réf. nécessaire].

## Œuvre
En tant que rédacteur en chef d’Esclavage et de L’Âme populaire, respectivement revues des Équipes d’action et du Sillon Catholique, Jean Scelles a produit un très grand nombre d’articles, généralement courts et percutants. Ci-dessous se trouve une liste des articles présentant une étude complète.
- « Du Mur des lamentations au Wafk algérien », dans Revue de la Méditerranée, novembre-décembre 1949, revue bimensuelle, p. 708-721.
- « Le drame palestinien », dans Revue Pax Christi, no 9, 1949.
- « Renforcer les relations diplomatiques avec le monde musulman », à la séance de l’Assemblée de l’Union Française, no 131, séance du 4 mars 1952.
- « La paix en Algérie et les croyants », L’Âme populaire, Supplément de janvier 1957.
- « L’Occident et le monde musulman », Rythmes du Monde, t. V, no 1-2, 1957, p. 1-25.
- « Le Cheikh El-Okbi », Rythmes du Monde, t. VIII, no 2, 1960, p. 120-123.
- « La psychologie des travailleurs manuels nord-africains en France », Auxilia, janvier-avril 1960, supplément au bulletin bimensuel.